# Ramon San Martín i Casamada
Ramon San Martín i Casamada (Galapagar, Comunitat de Madrid, 30 d'agost de 1910 – Barcelona, Barcelonès, 6 de gener de 2006) fou un farmacòleg, professor universitari i polític espanyol.
El gener de l'any 1942, després d'haver guanyat la plaça de catedràtic de Farmacognòsia de la Facultat de Farmàcia de la Universitat de Barcelona, es traslladà a Barcelona, i arribà a adquirir una gran projecció científica de caràcter internacional. Va desenvolupar una activa tasca docent i professional internacional, principalment a l'Amèrica Llatina i França. Va ser elegit acadèmic Corresponent Estranger de les acadèmies de Farmàcia de Cuba (1949), de Perú (1952), de França (1952) de l'Argentina (1957), i Acadèmic d'Honor de la de Brasil (1950). Tanmateix va ser Acadèmic Corresponent de la Reial Acadèmia Nacional de Medicina (1965) del Instituto de España, de la Reial Acadèmia de Medicina de Bèlgica, de la Acadèmia de Ciències de Bolònia, de la Acadèmia de Ciències de Budapest y de la Reial Acadèmia Hispanoamericana de Cádiz. Va ser anomenat “Doctor Honoris Causa” per a la Universitat de Montpellier. Va ser Degà de la Facultat de Farmàcia i Vicerrector de la Universitat de Barcelona. L'any 1978 va prendre possessió d'un escó d'Acadèmic Numerari de la Reial Acadèmia de Medicina de Catalunya. Entre 1966 i 1980 va ocupar el càrrec de president de la Reial Acadèmia de Farmàcia de Catalunya. Va ser impulsor i cofundador de la 'Asociación Farmacéutica del Mediterráneo Latino'. L'any 1943 fou escollit procurador de les Corts espanyoles.

## Reconeixements[1]
- Encomienda de l'Orde Civil d'Alfons X el Savi
- Encomienda de la Orden Civil de Sanidad
- Encomienda de l'Orde de Cisneros
- Oficial de l’Ordre de la Santé Publique, de França
- Comendatore dell’Ordine al Merito Sanitario della Republica Italiana
- Medalla de Plata de la Universita de Pavía
- Medalla de la Societe de Pharmacie de Montpellier
- Medalla de la Universitat Nacional Major de San Marcos de Lima
- Medalla de la Societat Hongaresa de Farmàcia

## Publicacions[4]
- Análisis y métodos analíticos del café (1934)
- Conferencia pronunciada en la Facultad de Farmacia de la Universidad de Oporto en Mayo de 1945 (1945)
- Valoraciones biológicas de drogas y medicamentos (1953)
- Discurso inaugural del año académico 1957-58 (1957)
- Farmacognosia descriptiva (1957)
- Farmacognosia general (1958)
- Valor educativo y moral del deporte (1962)
- Farmacognosia con Farmacodinamia (1968)
- Fitoterapia anticancerosa (1970)
- El doping en el deporte (1974)
- Tratado de Farmacodinamia (1974)
- Tratado de farmacognosia (1977)
- ”Las plantas medicinales en la moderna terapéutica” (discurs d'ingrés a la Reial Acadèmia de Medicina de Catalunya)